# Església de Sant Adalbert
L'Església de Sant Adalbert o de San Wojciech (en polonès Kościół św. Wojciecha) es troba a la cruïlla de Rynek Główny i la via Grodzka en el centre històric de Cracòvia i és una de les més antigues esglésies de pedra de Polònia.
La seva història de gairebé 1000 anys data de l'inici de l'arquitectura romànica polonesa de l'alta edat mitjana i en la història de Cracòvia l'església de Sant Adalbert era un lloc de culte visitat pels mercaders provinents de tot Europa. L'església va ser construïda el segle xi i està dedicada al màrtir missioner sant Adalbert del qual es diu que el seu cos va ser recuperat pel seu pes en or des de la pagana Prússia i col·locat en la Catedral de Gniezno per Boleslau I de Polònia. L'Església de Sant Adalbert es troba en la cantonada sud-oriental de la plaça mercat medieval més gran d'Europa.
L'interior de l'església és angost, respecte de la part externa més gran i el nivell del paviment es troba per sota del nivell actual de la plaça. L'església va ser parcialment reconstruïda en estil barroc entre el 1611 i el 1818.
La llegenda mil·lenària explica que Sant Adalbert va consagrar l'església el 997 i hi va predicar abans d'anar en missió per portar el cristianisme a Prússia, on va ser martiritzat.